# Anthotypie

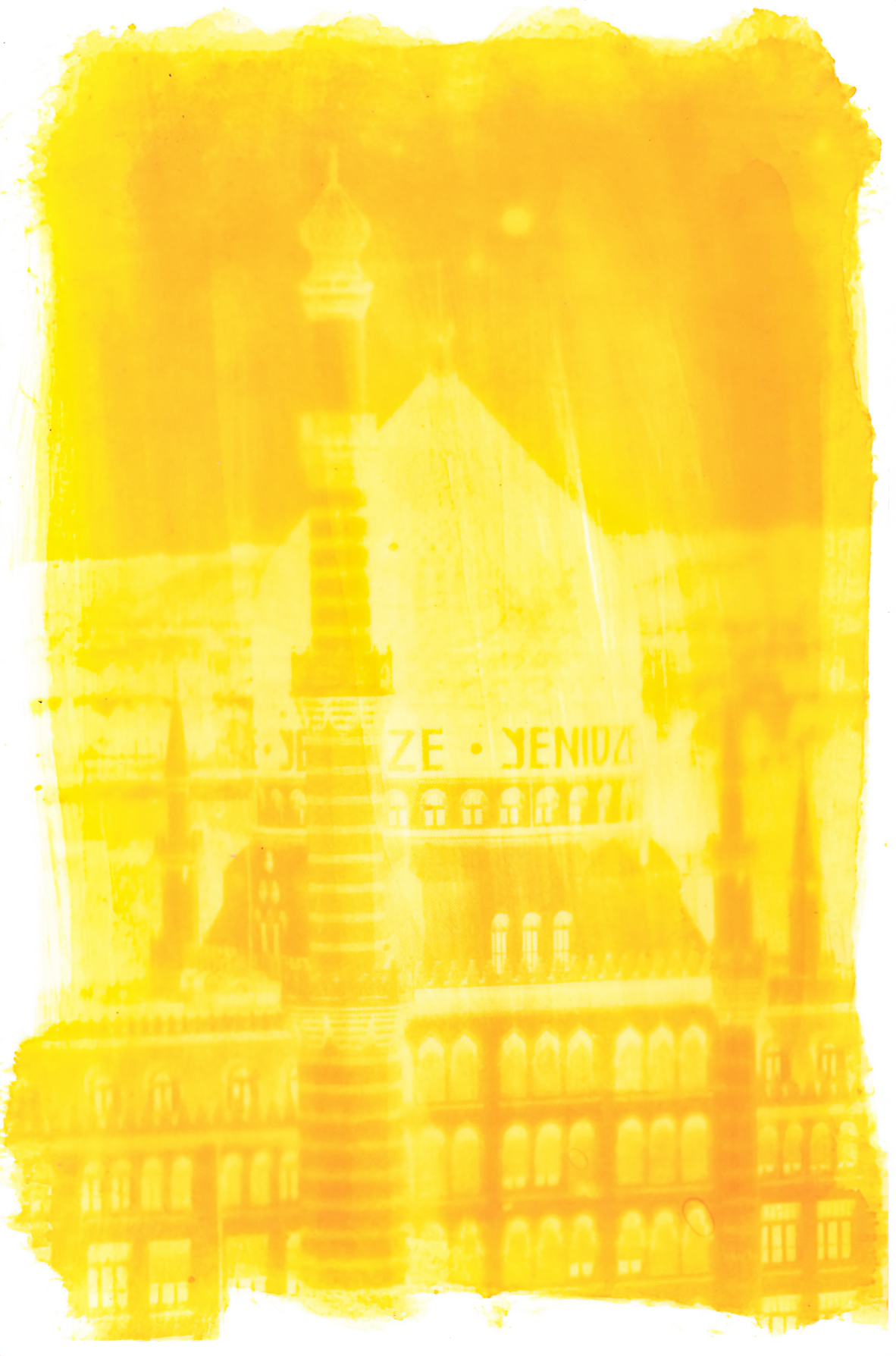
Yenidze, Dresden, transparante foto geplaatst op het papier met kurkuma, 4 uur belichting, anthotypie met een alcoholische oplossing van kurkuma-isopropanol.

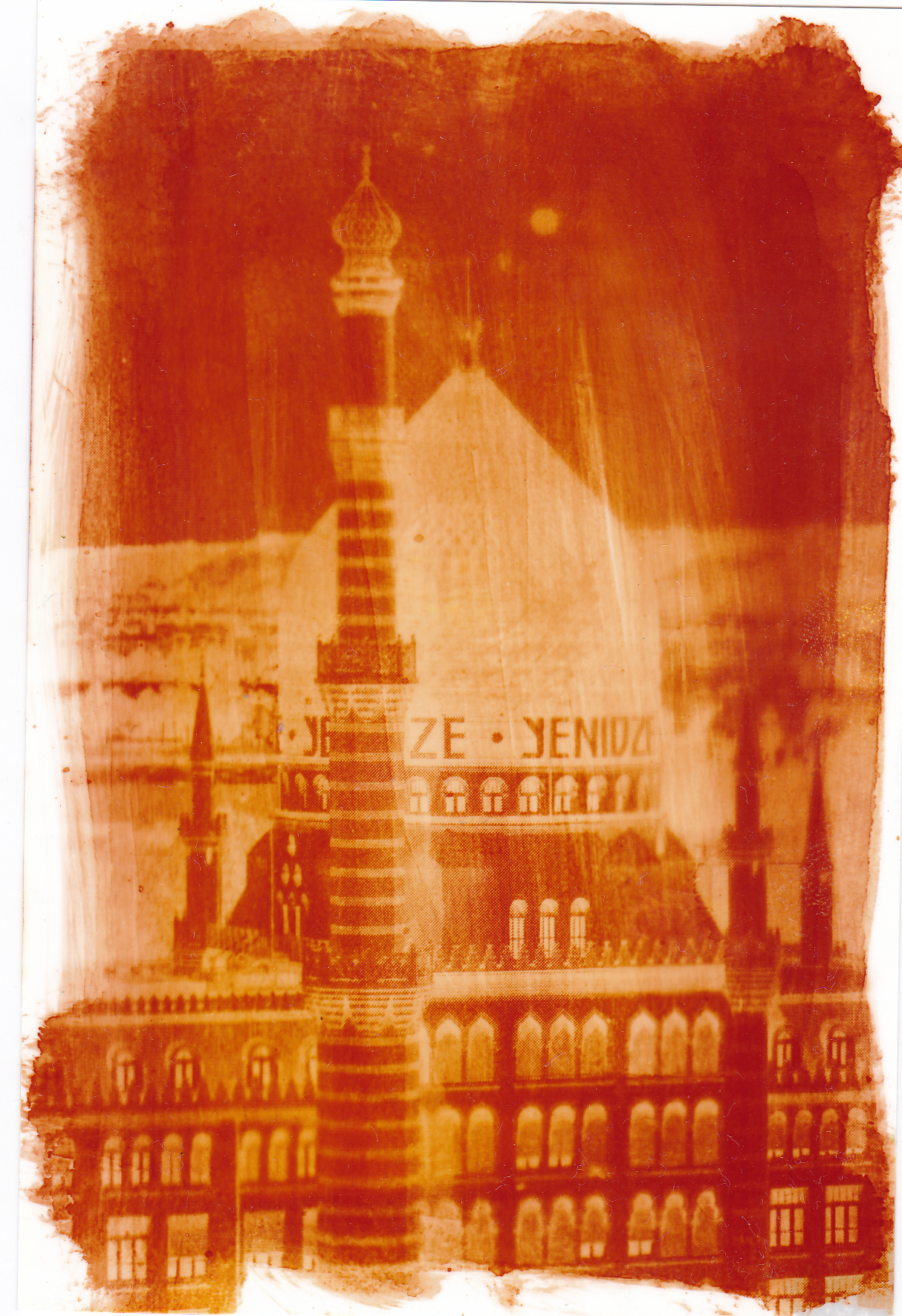
Yenidze, Dresden, dezelfde anthotypie met alcoholische oplossing van kurkuma in isopropanol en latere ontwikkeling met zuiveringszout.

Een anthotypie (van het Griekse άνθος anthos 'bloem' en τύπος týpos 'afdruk') is een afbeelding gemaakt door middel van lichtgevoelig, plantaardig materiaal en UV-licht. 
De emulsie wordt gemaakt van gemalen bloemblaadjes of van een andere lichtgevoelige plant, vruchten of groente. Een stuk papier wordt vervolgens ingesmeerd met de emulsie en gedroogd. 
Vaak worden bladeren, een transparante foto of ander materiaal op het papier gelegd. Vervolgens wordt het papier blootgesteld aan direct zonlicht (of een uv-lamp) totdat het deel dat niet door materiaal bedekt wordt is verkleurd.
Afhankelijk van de belichting blijft de originele kleur meestal behouden in het onderbelichte deel (de 'schaduw'). Het papier blijft gevoelig voor uv-licht en kan niet worden gefixeerd. De kleur van anthocyanidinen, anthocyanen, carotenoïden en ander lichtgevoelig plantenmateriaal is afhankelijk van de pH van het water en het papier.
Wetenschappers zijn al lang op de hoogte van de lichtgevoelige eigenschappen van planten en groenten. Van de vroege onderzoeken zijn vooral de experimenten van Henri August Vogel in Parijs interessant. In 1816 ontdekte hij dat een alcoholische tinctuur van rode anjers, viooltjes of klaproos achter blauw glas binnen een paar dagen wit werd, terwijl de kleur achter rood glas na ongeveer dezelfde tijd nog steeds onveranderd bleef. Katoen en papier dat met deze tincturen was gekleurd, vertoonden dezelfde verschillen.
Het anthotypeproces werd in 1839 ontdekt door Sir John Herschel.  Herschel verwees naar een experiment op 11 oktober 1839 in een artikel dat in 1840 werd gepubliceerd in de Philosophical Transactions of the Royal Society of London en gaf het anthotypeproces een goede introductie in zijn artikel uit 1842 aan dezelfde instelling. Mary Somerville bouwde voort op Herschels onderzoek en documenteerde dit in een brief aan hem uit 1845. Sir John Herschel presenteerde haar bevindingen aan de Royal Society, waarbij hij haar in zijn artikel uit 1845 alle eer gaf.
Herschels onderzoek naar het maken van fotografische afbeeldingen van bloemen was beperkt en werd uiteindelijk stopgezet omdat er geen commerciële toepassing haalbaar was voor een proces waarbij het dagen duurt om een afbeelding te produceren.
Het proces wordt vermeld in fotografische literatuur van die tijd, maar werd waarschijnlijk weinig gebruikt. Na verloop van tijd kreeg het de reputatie te onpraktisch te zijn. Er wordt wel eens getwijfeld over de duurzaamheid van een afbeelding, maar dit probleem lijkt vooral te liggen in de keuze van het soort bloem of plant.
Henry H. Snelling schrijft op basis van zijn onderzoek: 'Viola odorata -- of zoet geurende viooltjes, geeft aan alcohol een rijke blauwe kleur, die het in hoge perfectie aan papier verleent. Senecio Splendens -- of dubbel paars kruiskruid, geeft een prachtige kleur aan papier.' Bingham, die Sir John Herschel citeert, beveelt Corchorus japonicus (Japanse jute) aan vanwege de 'mooie gele kleur' die ‘bij blootstelling aan zonlicht binnen een half uur helemaal wit wordt'.